# Comuna Tepenîțea, Olevsk
Tepenîțea (în ucraineană Тепеницька сільська рада) este o comună în raionul Olevsk, regiunea Jîtomîr, Ucraina, formată din satele Artînsk, Hmelivka, Obîșce, Sosnivka și Tepenîțea (reședința).

## Demografie
Componența lingvistică a comunei Tepenîțea
     Ucraineană (98,91%)
     Alte limbi (1,01%)
Conform recensământului din 2001, majoritatea populației comunei Tepenîțea era vorbitoare de ucraineană (98,91%), existând în minoritate și vorbitori de alte limbi.